# Werner Suppan

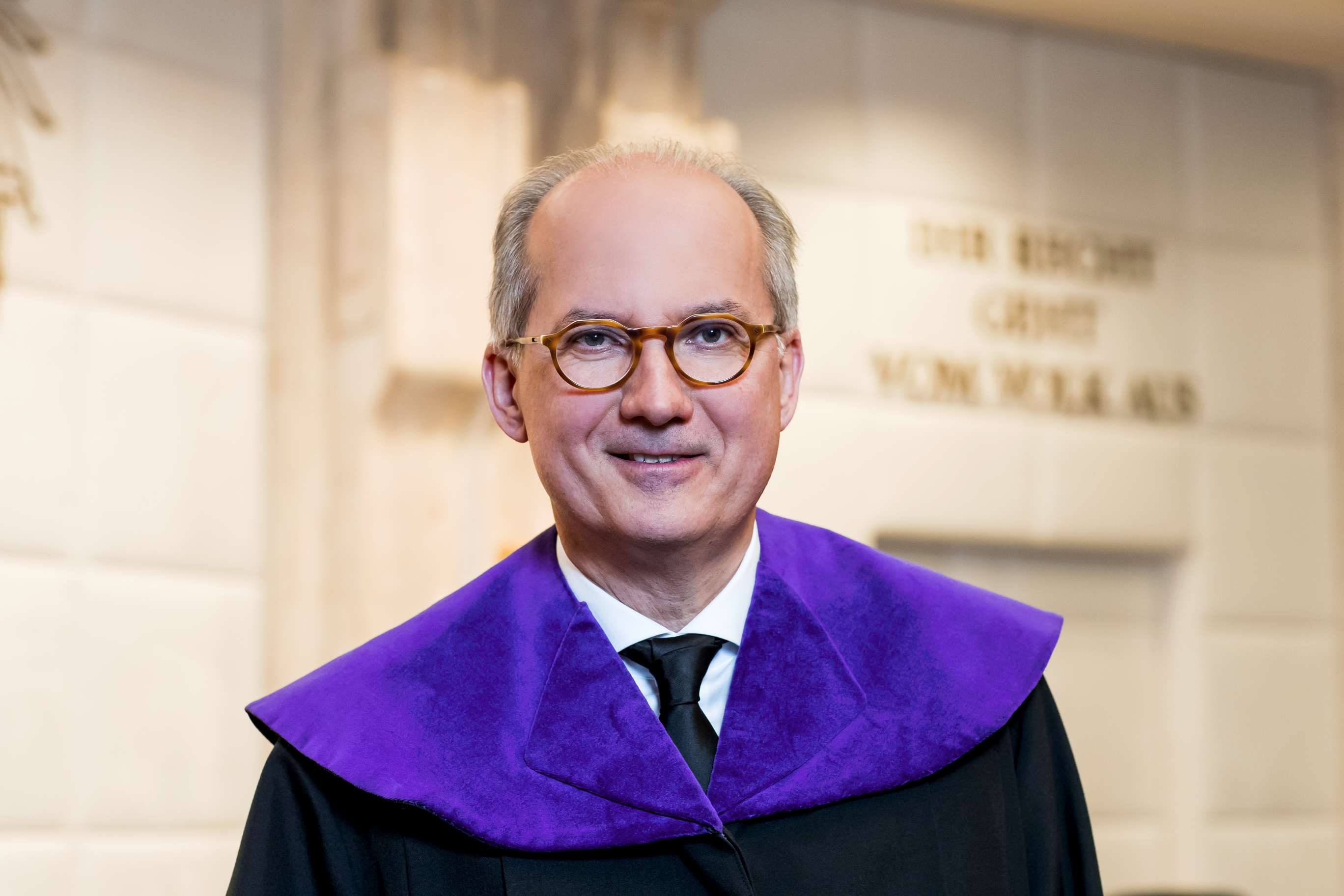
Werner Suppan als Ersatzmitglied des VfGH (2017)

Werner Suppan (* 12. Jänner 1963 in Klagenfurt am Wörthersee) ist ein österreichischer Rechtsanwalt und Richter. Suppan, der als Rechtsanwalt in Wien tätig ist, ist seit dem Jahr 2017 Ersatzmitglied des österreichischen Verfassungsgerichtshofs.

## Ausbildung
Werner Suppan wuchs in der Kärntner Landeshauptstadt Klagenfurt auf, wo er im Jahr 1981 am realistischen Zweig des Ersten Bundesgymnasiums Klagenfurt maturierte. In den Jahren 1981/82 leistete er in der Folge den Präsenzdienst beim österreichischen Bundesheer ab und begann im Anschluss daran das Studium der Rechtswissenschaften an der Universität Wien. 1987 schloss er dieses an der Rechtswissenschaftlichen Fakultät mit der Sponsion zum Magister iuris (Mag.iur.) ab. Direkt im Anschluss absolvierte Suppan 1987/88 die Gerichtspraxis.

## Beruflicher Werdegang
Erstmals beruflich tätig wurde Werner Suppan im Jahr 1988 mit der Aufnahme als Rechtsanwaltsanwärter in der Kanzlei von Michael Graff in Wien. Der Schwerpunkt seiner Tätigkeit lag ab diesem Zeitpunkt im Medien- und Persönlichkeitsschutzrecht, Wettbewerbsrecht sowie im Verfassungsrecht. 1991 und 1992 absolvierte er die damals zweiteilige Rechtsanwaltsprüfung und wurde daraufhin 1993 in die Rechtsanwaltsliste der Rechtsanwaltskammer Wien eingetragen. 
1994 eröffnete Werner Suppan erstmals eine eigene Anwaltskanzlei, welche er 2005 in die neu gegründete Mag. Werner Suppan Rechtsanwalts-GmbH einbrachte. 2007 ging er eine Anwaltspartnerschaft ein und gründete gemeinsam mit einem Kollegen die Suppan & Spiegl Rechtsanwälte GmbH. Im Jahr 2016 wurde diese Partnerschaft vergrößert und in Suppan/Spiegl/Zeller Rechtsanwalts OG umbenannt. Werner Suppan ist regelmäßig als Anwalt für die Österreichische Volkspartei tätig und stellte als solcher unter anderem auch Anfragen an die Staatsanwaltschaft hinsichtlich deren Ermittlungstätigkeiten gegen hohe ÖVP-Funktionäre.
Daneben ist er aktuell als Aufsichtsratsmitglied der Facultas Verlags- und Buchhandels AG tätig und war Mitglied des Aufsichtsrats der Wiener Zeitung GmbH und der Wiener Zeitung Digitale Publikationen GmbH. Bis Mai 2017 war Suppan auch geschäftsführender Präsident der Sportunion Wien. Im Mai 2017 wurde Peter McDonald zu seinem Nachfolger als Wiener Sportunions-Präsident gewählt, Werner Suppan ist seitdem Vizepräsident der Sportunion Wien.
Nachdem mit Ende des Jahres 2016 die zuvor vom Bundesrat nominierte Irmgard Griss als Ersatzmitglied des Verfassungsgerichtshofs aus Altersgründen ausscheiden musste, nominierte der Bundesrat im Dezember 2016 Werner Suppan als ihren Nachfolger. Suppan wurde in der Folge von Bundespräsident Alexander Van der Bellen zum Ersatzmitglied bestellt und am 30. Jänner 2017 vom Präsidenten des Verfassungsgerichtshofs, Gerhart Holzinger, angelobt.

## Politische Tätigkeit
Von 2001 bis 2010 war Werner Suppan für die Österreichische Volkspartei (ÖVP) gewähltes Mitglied der Bezirksvertretung im Wiener Gemeindebezirk Ottakring. 2006 war er Ersatzmitglied der ÖVP für die Wiener Landeswahlbehörde, 2008 und 2013 jeweils Ersatzmitglied der Bundeswahlbehörde im Bundesministerium für Inneres. In den Jahren 2011 bis 2016 war Suppan darüber hinaus auch Mitglied der Wohnungskommission der Stadt Wien.